# How Long (J. D. Souther)
"How Long" is een nummer van de Amerikaanse singer-songwriter JD Souther. Het nummer werd uitgebracht als de achtste track op zijn debuutalbum John David Souther uit 1972. In 2007 werd het gecoverd door de Amerikaanse band Eagles op hun album Long Road Out of Eden. Op 20 augustus van dat jaar werd het nummer uitgebracht als single van het album.

## Achtergrond
"How Long" is geschreven door Souther. Zijn eigen versie, uitgebracht in 1972, werd geproduceerd door hemzelf en Fred Catero. Het werd enkel uitgebracht als promotionele single, met het nummer "The Fast One" op de B-kant.
Gedurende de jaren '70 werd "How Long" regelmatig live gespeeld door de Eagles, die goede vrienden waren met Souther en zelfs een aantal keren met hem hebben samengewerkt. In 2007 bracht de band een cover van het nummer uit op hun album Long Road Out of Eden, hun eerste studioalbum sinds The Long Run uit 1979. Deze versie werd uitgebracht als single en werd een hitje in een aantal landen. In Canada kwam het tot plaats 76 in de hitlijsten, terwijl in het Verenigd Koninkrijk plaats 110 werd bereikt. Het kwam niet in de Amerikaanse Billboard Hot 100 terecht en bleef steken op de eerste plaats in de "Bubbling Under"-lijst.
In 2008 ontvingen de Eagles een Grammy Award voor "How Long" in de categorie Best Country Performance by a Duo or Group with Vocal. Hierdoor ontvingen zij voor het eerst sinds 1980 een Grammy; destijds wonnen zij met de single "Heartache Tonight" in de categorie Best Rock Performance by a Duo or Group with Vocal.

## NPO Radio 2 Top 2000
| Nummer met noteringen in de NPO Radio 2 Top 2000 | '09  | '10  | '11  | '12  |
| ------------------------------------------------ | ---- | ---- | ---- | ---- |
| How Long                                         | 1164 | 1471 | 1918 | 1460 |

1. ↑  Een vetgedrukt getal geeft de hoogste notering aan.
2. ↑  2009 was het eerste jaar met een notering voor dit nummer.
3. ↑  Deze tabel is bijgewerkt tot en met de laatste editie (2024).